# نراد بزرگ
نراد بزرگ (نام علمی: Abies grandis) نام یک گونه از سرده نراد است.